# أندي كيسلر
أندي كيسلر (بالإنجليزية: Andy Kessler)‏ هو خبير مالي أمريكي، ولد في 1958.

## وصلات خارجية
- الموقع الرسمي